# Maximum Huavo
《Maximum Huavo》是美國吉他手Stevie Salas與日本歌手稻葉浩志以「INABA／SALAS」名義發表的第2張原創專輯。於2020年4月15日由VERMILLION RECORDS發行。

## 概要
本作是自前作『CHUBBY GROOVE』以來暌違約3年的原創專輯。
在初回限定盤附屬特典DVD及Blu-ray Disc中，收錄了來自2017年舉行的巡迴演唱會『INABA／SALAS "CHUBBY GROOVE TOUR 2017"』中的Zepp Tokyo公演演唱會影像。
附加於專輯標題中的「Huavo」是把原本在西班牙語裡意為「蛋」的「Huevo」一詞俚語化之詞彙，在美國滑雪的高階者雪道會以包含了「除非是個有把卵蛋帶出來的傢伙，否則不可能通過的雪道」之意使用附加上「Huevos Grande」一詞，來譬喻需要勇敢與有膽識的事情。由於想讓該「Huevo」成為僅屬於他們自身的俚語而將其命名為了「Huavo」。
關於標題，Salas表示包含了「不明哲保身或被動，讓我們勇敢地進攻吧」這樣的含義，稻葉表示「若是B'z的話首先就不會附加」「是一句意義不明的詞彙，並且很難發音，又拼寫錯誤。但是，那樣的地方卻很有INABA／SALAS的風格所以可以吧」。
原定在本作發售後舉行巡迴演唱會『INABA／SALAS "the First of the Last Big Tours 2020"』，但在COVID-19疫情影響下全公演中止。

## 發行形態
通常盤
僅含CD的形態。
初回生產限定盤
CD+原創T恤的形態。
初回限定盤
分為「CD+DVD」以及「CD+Blu-ray」的形態。在附屬影像軟體中，收錄了來自2017年舉行的巡迴演唱會『INABA／SALAS "CHUBBY GROOVE TOUR 2017"』中的Zepp Tokyo公演演唱會影像。

## 收錄曲

### CD
1. （Mujo Parade ～無情的遊行～）(4:06)
標題中的「Mujo」為日語的羅馬字。
2. (3:37)
3. （KYONETSU ～狂熱份子～）(3:41)
標題中的「KYONETSU」為日語的羅馬字。
專輯發售後於2020年5月27日在官方SNS上公開了即興演奏影片[14][15]。此外，向一般大眾募集了可與該即興演奏影片合作之影像[14]，並於2020年6月20日公開[16][17]。在合作影片中參與了擔任B'z以及稻葉SOLO支援樂手的大賀好修[18]。
4. (4:23)
5. (4:07)
標題為日語的羅馬字，意為「我的夢想是」。
6. (3:27)
被起用為日本電視台系『SUKKIRI!!（日语：スッキリ (テレビ番組)）』4月主題曲[19]。
MUSIC VIDEO是在表演俱樂部Burlesque TOKYO（日语：バーレスク東京）拍攝而成，所屬舞者亦有出演[20]。與前作『CHUBBY GROOVE』中收錄的「AISHI-AISARE」同樣是由東市篤憲（日语：東市篤憲）擔任導演[21]。
7. (3:18)
標題為日語的羅馬字，意為「配色」。
專輯發售後，伴隨著COVID-19的外出自肅在官方SNS上公開了將歌詞一部份變更後[注 1]，稻葉與Salas各自在自家錄音室將其即興演奏的影片[22][23][24]。
8. (3:32)
9. (3:38)
10. (3:13)
11. (3:52)
標題指的是豐田汽車公司的轎跑車豐田Celica[注 2]，歌詞是以稻葉在從事業餘樂團時，因所屬吉他手不便而取消了演唱會的出演，由於僅時間充裕，鼓手便駕駛著擁有的Celica兜風的實際體驗撰寫而成[11]。
關於歌聲伊始的唱法是來自Salas要求以「Koshi、Elvis、Koshi、Elvis」之「稻葉普里斯萊」為目標[25]。
12. （CELEBRATION ～歡喜的使者～）(3:58)

### DVD/Blu-ray Disc (僅初回限定盤附屬)
『INABA／SALAS "CHUBBY GROOVE TOUR 2017"』Zepp Tokyo公演的演唱會影像。

## 商業搭配
- 日本電視台系『SUKKIRI!!（日语：スッキリ (テレビ番組)）』4月主題曲(#6)

## 製作人員
- 稻葉浩志：主唱、全曲作詞・作曲・編曲、Toms(#3.6)
- Stevie Salas（英语：Stevie Salas）：吉他、全曲作詞・作曲・編曲、貝斯(#7.12)、Toms(#3.6)
- Federico Miranda（英语：Federico Miranda）：吉他(#12)
- Brian Tichy（英语：Brian Tichy）：爵士鼓(#1-4.8.9.11)、腳踏鈸(#10)
- Dave Abbruzzese（英语：Dave Abbruzzese）：爵士鼓(#5)
- Matt Sorum（英语：Matt Sorum）：爵士鼓＆打擊樂器(#6)、Fuzz bass（英语：Fuzz bass）(#6)
- Matt Sherrod（英语：Matt Sherrod）：爵士鼓＆打擊樂器(#9)、合成器(#9)、Programming（日语：ミュージックシーケンサー）(#9)、Talk box（英语：Talk box）(#9)
- ザック・ナジール：爵士鼓＆打擊樂器(#7)、Programming(#7)
- シュティー・ゲフェラー：爵士鼓(#10)
- Massimo Hernandez（英语：Gandhi (Costa Rican band)）：爵士鼓(#12)
- David Leach：打擊樂器(#1.3.5)
- ケビン・グティエレス：打擊樂器(#8)、Mixing
- カルロス・タパド・ヴァーガス：打擊樂器(#12)
- Sam Pomanti：合成器(#1-4.7-10)、鋼琴(#7)、Synth bass（英语：Keyboard bass）(#5.10.11)、Programming(#3.9)、Pre-production programming（日语：プリプロダクション）
- Lou Pomanti：合成器(#1.3-5.10.11)
- Nard Berings：合成器(#3.8)、Programming(#3.9)、Mixing
- プレクサス・プレイ：合成器(#3.4.6-8.12)
- ベン・ムーア：鋼琴(#12)、Sonics(#7)
- Armand Sabal-Lecco（英语：Armand Sabal-Lecco）：貝斯(#1-6.9-11)、Additional Arrangement(#5)
- ダリアン・ハートソング：貝斯(#8)
- The Crystal Method（英语：The Crystal Method）：Synth bass(#6)
- ロッド・ラモット：Additional Chant Vocal(#2)
- ルイス・モンタルベルト・スミス：合成器(#12)、Additional Vocal Arrangement(#2.12)
- Tim Palmer（英语：Tim Palmer）：Additional Guitar(#6)、Mixing
- エース・ハーパー：Heys(#6)
- Justin Shturtz：Mastering（日语：マスタリング）
- 小林廣行：Pre-production programming

## 特典DVD/Blu-ray支援樂手
- Matt Sherrod（英语：Matt Sherrod）：爵士鼓
- Amp Fiddler（英语：Amp Fiddler）：鍵盤
- Stuart Zender（英语：Stuart Zender）：貝斯

## 腳註

### 出典
1. ↑  . ORICON NEWS (Oricon). 2020-04-21  [2020-04-21]. （原始内容存档于2020-05-07） （日语）.
2. ↑  . ORICON NEWS. オリコン.   [2020-10-17]. （原始内容存档于2020-04-25） （日语）.
3. ↑  . Billboard JAPAN. 2020-04-22  [2020-04-23]. （原始内容存档于2020-05-15） （日语）.
4. ↑  . Billboard JAPAN.   [2020-04-23]. （原始内容存档于2020-06-09） （日语）.
5. ↑  . 日本唱片協會. 2020-04  [2020-05-17]. （原始内容存档于2015-09-24） （日语）.
6. 1 2 3 4  . 音樂Natalie (株式會社Natasha). 2020-03-12  [2020-03-13]. （原始内容存档于2020-05-01） （日语）.
7. 1 2  . BARKS (JAPAN MUSIC NETWORK株式會社). 2020-03-12  [2020-03-13]. （原始内容存档于2020-04-16） （日语）.
8. ↑  . ORICON NEWS (Oricon). 2020-03-12  [2020-03-13]. （原始内容存档于2020-03-28） （日语）.
9. 1 2    10 (2020年5月號). CCC Musiclab株式會社. 2020-03-25 （日语）.
10. ↑    (2020年5月號). 株式会社 音楽と人. 2020-04-03 （日语）.
11. 1 2    125. B'z Party. 2020-03 （日语）.
12. ↑  . en-zine. VERMILLION RECORDS.   [2020-03-12]. （原始内容存档于2020-09-19） （日语）.
13. ↑  . B'z Official Website. VERMILLION RECORDS. 2020-12-07  [2020-12-07]. （原始内容存档于2020-12-07） （日语）.
14. 1 2  . 音樂Natalie (株式會社Natasha). 2020-05-27  [2020-06-07]. （原始内容存档于2020-06-09） （日语）.
15. ↑  INABA／SALAS. . 2020-05-27  [2020-06-07]. （原始内容存档于2020-11-21） （日语）. .   [2020-06-07]. 原始内容存档于2020-11-21.
16. ↑  . 音樂Natalie (株式會社Natasha). 2020-06-20  [2020-06-24]. （原始内容存档于2020-11-23） （日语）.
17. ↑  INABA／SALAS. . 2020-06-20  [2020-06-24]. （原始内容存档于2020-11-03） （日语）. .   [2020-06-24]. 原始内容存档于2020-11-03.
18. ↑  https://www.instagram.com/p/CBsX1YyHdGY/
19. ↑  . B'z Official Website. VERMILLION RECORDS. 2020-03-31  [2020-03-31]. （原始内容存档于2021-05-08） （日语）.
20. ↑  バーレスク東京（公式）於Twitter.
21. ↑  JUNPEI SUZUKI於Twitter.
22. ↑  . ORICON NEWS (Oricon). 2020-04-16  [2020-04-16]. （原始内容存档于2020-06-04） （日语）.
23. ↑  . BARKS (JAPAN MUSIC NETWORK株式會社). 2020-04-16  [2020-04-17]. （原始内容存档于2021-01-31） （日语）.
24. ↑  INABA／SALAS. . 2020-04-16  [2020-06-07]. （原始内容存档于2021-02-03） （日语）. .   [2020-06-07]. 原始内容存档于2021-02-03.
25. ↑  . BARKS (JAPAN MUSIC NETWORK株式會社). 2020-04-14  [2020-04-14]. （原始内容存档于2020-06-26） （日语）.

## 外部連結
- YouTube上的INABA / SALAS OFFICIAL CHANNEL頻道